# Халлигенский бутерброд

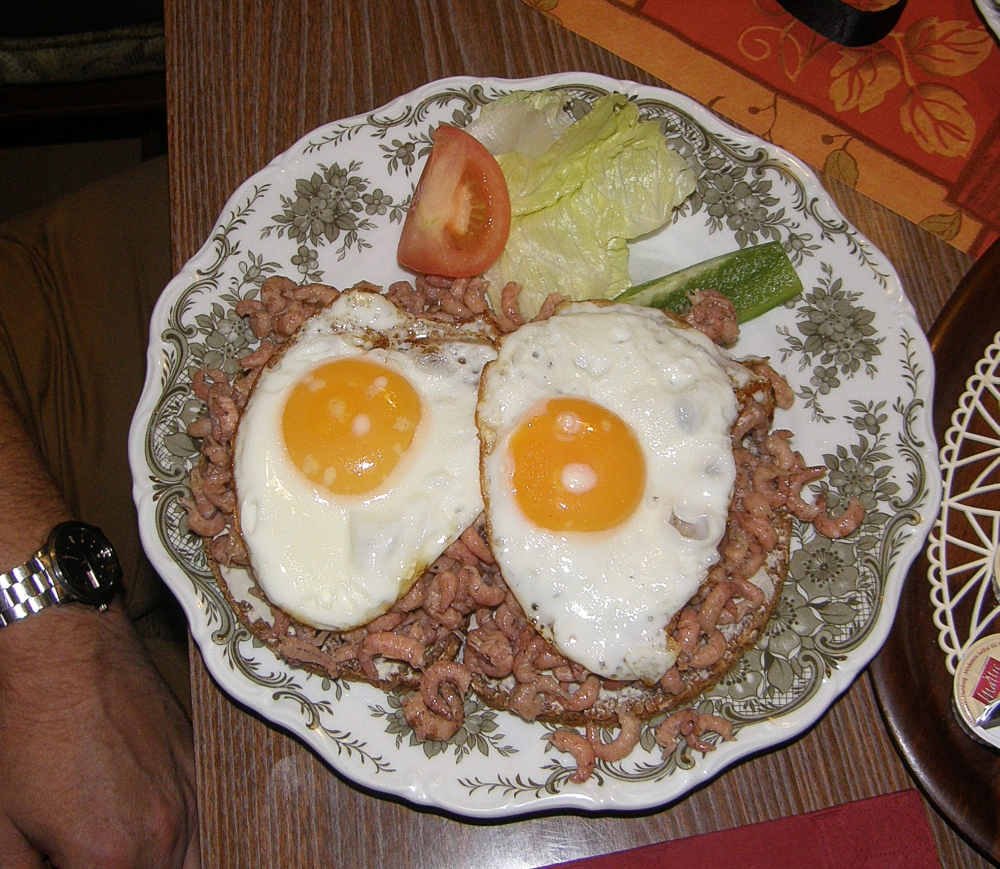
Халлигенские бутерброды, сервированные с овощами

Ха́ллигенский бутерброд (нем. Halligbrot) — традиционное блюдо из морепродуктов на Севере Германии и в особенности в Северной Фрисландии, представляет собой бутерброд на чёрном хлебе с коричневыми креветками Crangon crangon и яичницей-глазуньей, иногда болтуньей. Халлигенский бутерброд — обычное блюдо в меню гастрономических предприятий этого региона также под названиями «бутерброд с креветками».
Согласно классическому рецепту ломтик чёрного хлеба нужно намазать сливочным маслом, сверху щедро выложить почищенные креветки, можно на лист зелёного салата. Яйцо поджарить на сливочном масле, чтобы желток остался жидким, и выложить на креветки.